# Hard Truths
Hard Truths é um filme de comédia dramática de 2024 escrito e dirigido por Mike Leigh, estrelado por Marianne Jean-Baptiste, Michele Austin e David Webber. Ambientado em Londres, seu enredo segue a situação de uma mulher deprimida e pessimista (Jean-Baptiste) e o relacionamento com sua irmã jovial Chantelle (Austin).
O filme estreou no 49º Festival Internacional de Cinema de Toronto em 6 de setembro de 2024, e foi recebido com grande aclamação da crítica por seu roteiro, direção e atuação de Jean-Baptiste. Foi lançado nos cinemas nos Estados Unidos em 6 de dezembro de 2024 pela Bleecker Street, e será lançado no Reino Unido em 31 de janeiro de 2025 e na Espanha em 28 de fevereiro de 2025. Foi nomeado um dos 10 melhores filmes independentes de 2024 pelo National Board of Review. Enquanto isso, por sua atuação, Jean-Baptiste recebeu indicações de Melhor Atriz no Critics' Choice Awards, BAFTA Film Awards e Gotham Awards, e varreu a trifecta de Melhor Atriz no NYFCC, LAFCA e NSFC, tornando-se a primeira mulher negra a fazê-lo.

## Enredo
Pansy Deacon é uma mulher deprimida e ansiosa que vive com seu marido encanador manso Curtley e seu filho adulto e preguiçoso Moses, o último dos quais ela constantemente castiga por sua falta de aspirações. Seu temperamento explosivo a faz discutir e criticar todos que conhece, sejam eles sua família ou estranhos, e sua ansiedade é tão grave que ela detesta sair de casa e tem nojo de animais e flores. Sua irmã Chantelle, uma cabeleireira solteira com duas filhas adultas, a pressiona continuamente para ir ao túmulo de sua mãe Pearl no Dia das Mães para o quinto aniversário de sua morte, o que ela hesita em fazer.
Depois de passar os dias que antecederam o aniversário brigando com estranhos, Pansy vai com Chantelle até o túmulo, onde ela insiste que Pearl deu tratamento preferencial a Chantelle e colocou pressão imerecida sobre ela depois que seu pai as deixou. Enquanto Chantelle nega a alegação anterior, Pansy admite seu medo de que sua família a odeie, e Chantelle a conforta, prometendo que a ama apesar de seus problemas.
As irmãs vão ao apartamento de Chantelle para uma celebração do Dia das Mães com suas famílias, onde Pansy, convencida de que seus medos sobre sua família são verdadeiros, fica taciturna e silenciosa. Chantelle a puxa de lado e ela admite que se casou com Curtley por desespero, mas não consegue se divorciar dele, deixando-a isolada e solitária. Retornando à festa, ela descobre que Moses comprou flores para ela como um presente, contradizendo sua crença anterior de que ele não faria nada pelo Dia das Mães.
Quando os Deacons retornam para casa, Pansy ansiosamente coloca as flores em um vaso e deixa a porta do pátio aberta, mas depois que ela sai, Curtley as joga para fora e fecha a porta. No dia seguinte, ele machuca as costas no trabalho e manda seu colega acordar Pansy, que fica tão ansiosa quando ele entra em seu quarto que ela não consegue descer as escadas. Quando uma jovem se aproxima de Moses enquanto ele está caminhando e ele expressa felicidade pela primeira vez, Curtley chora silenciosamente lá embaixo enquanto Pansy permanece em seu quarto.

## Elenco
- Marianne Jean-Baptiste como Pansy Deacon
- Michele Austin como Chantelle
- David Webber como Curtley Deacon
- Tuwaine Barrett como Moses Deacon
- Ani Nelson como Kayla
- Sophia Brown como Aleisha
- Jonathan Livingstone como Virgil
- Samantha Spiro como Nicole[8]

## Produção
Em fevereiro de 2020, foi relatado que Mike Leigh começaria a filmar seu último filme no verão. Após um atraso devido à pandemia de COVID-19, foi anunciado em fevereiro de 2023 que o filme entraria em produção naquele ano. Em fevereiro de 2024, foi relatado que o filme seria estrelado por Marianne Jean-Baptiste e Michele Austin. Jean-Baptiste e Austin já haviam colaborado com Leigh em Secrets & Lies.

## Lançamento
Hard Truths estreou na seção Apresentações Especiais do Festival Internacional de Cinema de Toronto de 2024 em 6 de setembro de 2024. Também foi exibido no 72º Festival Internacional de Cinema de San Sebastián e no Festival de Cinema de Nova York de 2024. O filme teve sua estreia no Reino Unido no Festival de Cinema de Londres em 14 de outubro de 2024. No Reino Unido, o StudioCanal lançará o filme em 31 de janeiro de 2025. Na Espanha, a BTeam Pictures lançará o filme em 28 de fevereiro de 2025. Nos Estados Unidos, a Bleecker Street deu ao filme um lançamento limitado nos cinemas em Nova York em 6 de dezembro de 2024, seguido por um lançamento nacional em 10 de janeiro de 2025. O filme foi rejeitado por Cannes e Veneza, onde Leigh havia conquistado o prêmio máximo em anos anteriores (a Palma de Ouro e o Leão de Ouro, respectivamente), além do Festival de Cinema de Telluride.